# Декодт, Кристин
Кристин Декодт (фр. Christine Decodts) — французский политик, бывший депутат Национального собрания Франции.

## Биография
Родилась 19 мая 1966 года в Дюнкерке. После получения диплома в области местного социального развития и городской политики Кристин Декодт начала свою карьеру в 1988 году, работая в сфере общественных связей квартала Приоритар города Дюнкерк. В 1995 году она стала директором департамента городской политики коммуны Сен-Поль-сюр-Мер и проработала в этой должности 23 года.
В 2018 году Кристин Декодт перешла на работу в администрацию агломерации Дюнкерк, заняв должность руководителя направления социальных преобразований в городских районах. В 2020 году она была избрана в городской совет Дюнкерка и заняла пост вице-мэра по вопросам труда и профессиональной интеграции; также стала президентом Ассоциации «Предпринимаем вместе».
В 2021 году Кристин Декодт в паре Грегори Бартоломеюсом была избрана в Совет департамента Нор от кантона Дюнкерк-1.
На выборах в Национальное собрание в 2022 году Кристин Декодт баллотировалась как независимый центристский кандидат при поддержке партии «Вперёд, Республика!» по 13-му избирательному округу департамента Нор и была избрана депутатом во втором туре, получив 52,4 % голосов. В Национальном собрании она вошла в парламентскую группу «Возрождение» и стала членом Комиссии по устойчивому развитию и планированию территорий.
22 сентября 2022 года в соответствии с требованиями закона о невозможности совмещения мандатов она ушла в отставку с поста вице-мэра Дюнкерка, оставшись президентом Ассоциации «Предпринимаем вместе».
В Парламентских выборах 2024 года, назначенных после роспуска президентом Эмманюэлем Макроном Национального собрания 9 июня 2024 года, Кристин Декодт не участвовала.

## Занимаемые выборные должности
23.03.2022 — 22.09.2022 — вице-мэр Дюнкерка 

с 23.09.2022 — член муниципального совета Дюнкерка 

с 01.07.2021 — член Совета департамента Нор от кантона Дюнкерк-1 

22.06.2022 — 09.06.2024 — депутат Национального собрания Франции от 9-го избирательного округа департамента Нор 